# Parafia św. Stanisława Biskupa w Ligocie Bialskiej
Parafia św. Stanisława Biskupa w Ligocie Bialskiej – parafia rzymskokatolicka w metropolii katowickiej, diecezji opolskiej, dekanacie Biała.

## Historia
Parafia istniała już w XV wieku. Pierwotny kościół wymieniono już w rejestrze świętopietrza w 1447. Nowy kościół zbudowano w 1909. Do parafii należą: Ligota Bialska, Górka Prudnicka, Otoki i Radostynia. Parafia liczy 1016 wiernych, posiada własny cmentarz. W parafii czczony jest św. Urban i św. Rozalia.